# Dicliptera dorrii
Dicliptera dorrii är en akantusväxtart som beskrevs av Wassh.. Dicliptera dorrii ingår i släktet Dicliptera och familjen akantusväxter. Inga underarter finns listade i Catalogue of Life.